# 克勞德·夏布洛
克勞德·亨利·让·夏布洛（法語：Claude Henri Jean Chabrol；1930年6月24日—2010年9月12日）是一位法國電影導演，為1950年代末期開始的法國電影新浪潮的先驅導演之一，與法蘭索瓦·楚浮、尚盧·高達、伊力·盧馬與賈克·希維特一樣都曾擔任《電影筆記》的影評人。
1958年，夏布洛執導的第一部長片《俊男塞吉》被認為是法國新浪潮的代表電影之一；1959年，夏布洛以《表兄弟》於第9屆柏林影展獲得金熊獎。

## 電影作品
- 1958年：《俊男塞吉（法语：Le Coup du berger）》（Le beau Serge）
- 1959年：《表兄弟》（Les Cousins）
- 1959年：《二重奏》（À double tour）
- 1964年：《老虎愛鮮肉》（Le Tigre aime la chair fraiche）
- 1969年：《不忠的妻子》（La Femme infidèle）
- 1977年：《愛麗絲的最後逃離》（Alice ou la dernière fugue）
- 1978年：《維奧萊特·諾齊埃爾（法语：Violette Nozière (film)）》（Violette Nozière）
- 1980年：《驕傲的馬（法语：Le Cheval d'orgueil (film)）》（Le Cheval d'orgueil）
- 1985年：《醋雞探長》（Poulet au vinaigre）
- 1986年：《探長拉瓦丁》（Inspecteur Lavardin）
- 1987年：《假面舞會（法语：Masques (film)）》（Masques）
- 1987年：《意亂情迷（法语：Le Cri du hibou (film, 1987)）》（Le Cri du hibou）
- 1988年：《女人的故事》（Une affaire de femmes）
- 1991年：《包法利夫人（法语：Madame Bovary (film, 1991)）》（Madame Bovary）
- 1992年：《貝蒂（法语：Betty (film, 1992)）》（Betty）
- 1993年：《維希之眼》（L'Œil de Vichy）
- 1994年：《美麗的折磨（法语：L'Enfer (film, 1994)）》（L'Enfer）
- 1995年：《儀式》（La Cérémonie）
- 1997年：《一切搞定》（Rien ne va plus）
- 1999年：《謊言的顏色》（Au cœur du mensonge）
- 2000年：《謝謝你的巧克力》（Merci pour le chocolat）
- 2003年：《惡之花》（La fleur du mal）
- 2006年：《權力喜劇》(L'Ivresse du pouvoir）
- 2007年：《切成兩半的女孩》（La Fille coupée en deux）
- 2009年：《貝拉米犯罪事件簿（法语：Bellamy (film)）》（Bellamy）

## 外部連結
- 克勞德·夏布洛在互联网电影资料库（IMDb）上的資料（英文）
- Biography on newwavefilm.com
- Senses of Cinema: Great Directors Critical Database
- Interview with Chabrol on La Cérémonie
- Roger Ebert interviews Chabrol in 1971，存档于（存檔日期 12 March 2005）
- Surfer on the New Wave – Interview with Chabrol from 2001 （页面存档备份，存于）